# Нарутовицька сільська рада
Нарутовицька сільська́ ра́да (біл. Нарутавіцкі сельсавет) — колишня адміністративно-територіальна одиниця у складі Березівського району Берестейської області Білорусі. Адміністративним центром було село Нарутовичі.

## Історія
Сільська рада ліквідована 17 вересня 2013 року, територія та населені пункти увійшли до складу Селецької сільської ради.

## Склад
Населені пункти, що підпорядковувалися сільській раді станом на 2009 рік:
| Населений пункт | Тип  | Населення, осіб (2009) |
| --------------- | ---- | ---------------------- |
| Ворожбити       | село | 51                     |
| Кривоблоти      | село | 250                    |
| Михновичі       | село | 34                     |
| Нарутовичі      | село | 262                    |
| Оницевичі       | село | 41                     |
| Осовці          | село | 149                    |
| Пляховщина      | село | 134                    |

## Населення
За переписом населення Білорусі 2009 року чисельність населення сільської ради становила 921 особа.

### Національність
Розподіл населення за рідною національністю за даними перепису 2009 року:
| Національність                | Осіб | Відсоток |
| ----------------------------- | ---- | -------- |
| білоруси                      | 843  | 91,53 %  |
| росіяни                       | 50   | 5,43 %   |
| українці                      | 14   | 1,52 %   |
| поляки                        | 5    | 0,54 %   |
| німці                         | 4    | 0,43 %   |
| євреї                         | 1    | 0,11 %   |
| татари                        | 1    | 0,11 %   |
| литовці                       | 1    | 0,11 %   |
| латиші                        | 1    | 0,11 %   |
| національність не повідомлена | 1    | 0,11 %   |
| Разом                         | 921  | 100 %    |